# Кејп Чарлс (Вирџинија)
Кејп Чарлс (енгл. Cape Charles) град је у америчкој савезној држави Вирџинија. По попису становништва из 2010. у њему је живело 1.009 становника.

## Демографија
Према попису становништва из 2010. у граду је живело 1.009 становника, што је 125 (11,0%) становника мање него 2000. године.
| Група             | 2000.       | 2010.       |
| Белци             | 605 (53,4%) | 609 (60,4%) |
| Афроамериканци    | 486 (42,9%) | 314 (31,1%) |
| Азијати           | 5 (0,4%)    | 4 (0,4%)    |
| Хиспаноамериканци | 32 (2,8%)   | 75 (7,4%)   |
| Укупно            | 1.134       | 1.009       |